# George Bishop’s Observatory
George Bishop’s Observatory (deutsch George-Bishop-Observatorium) war ein astronomisches Observatorium, das 1836 vom Astronomen George Bishop (1785 – 1861) in der Nähe seines Wohnsitzes in der South Villa des Regent’s Park in London errichtet wurde. Es war mit einem 7-Zoll-(180-mm)-Dollond-Refraktor ausgestattet.

## Beschreibung
Pfarrer William Rutter Dawes führte von 1839 bis 1844 seine bekannten Untersuchungen von Doppelsternen an diesem Observatorium durch. John Russell Hind begann seine Karriere dort im Oktober des folgenden Jahres. Als Karl Ludwig Hencke am 8. Dezember 1845 Astrea entdeckte und somit die Suche nach Planeten Aussicht auf Erfolg zeigte, wurden die Ressourcen des Observatoriums für diesen Zweck mit großem Erfolg benutzt. Zwischen 1847 und 1854 entdeckte Hind zehn Kleinplaneten und Albert Marth einen. Andere namhafte Astronomen, die das Observatorium nutzten, waren Eduard Vogel, Charles George Talmage und Norman Robert Pogson.
Als Bishop 1861 starb, wurde das Observatorium geschlossen. 1863 wurden die Instrumente und die Kuppel in die Residenz von George Bishop junior in Meadowbank, Twickenham, verlegt, wo ein neues Observatorium nach dem gleichen Arbeitssystem errichtet wurde. Das Twickenham-Observatorium wurde 1877 geschlossen und die Instrumente wurden dem Astronomischen Observatorium von Capodimonte in Italien übergeben. An der Stelle des Georg-Bishop-Observatoriums steht jetzt das Regent’s College London.

## Entdeckte Kleinplaneten
Auszug aus Liste der Asteroiden.

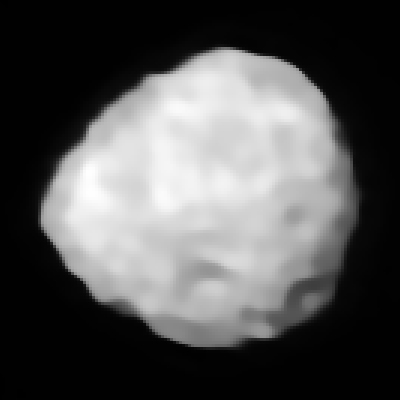
7 Iris entdeckt von Hind 1847. Aufnahme des VLT-SPHERE

Die folgenden Kleinplaneten wurden am George Bishop’s Observatory entdeckt:
| Name          | Entdeckungsdatum   | Entdecker         | Referenz |
| ------------- | ------------------ | ----------------- | -------- |
| 7 Iris        | 13. August 1847    | John Russell Hind | JPL·MPC  |
| 8 Flora       | 18. Oktober 1847   | John Russell Hind | JPL·MPC  |
| 12 Victoria   | 13. September 1850 | John Russell Hind | JPL·MPC  |
| 14 Irene      | 19. Mai 1851       | John Russell Hind | JPL·MPC  |
| 18 Melpomene  | 24. Juni 1852      | John Russell Hind | JPL·MPC  |
| 19 Fortuna    | 22. August 1852    | John Russell Hind | JPL·MPC  |
| 22 Kalliope   | 16. November 1852  | John Russell Hind | JPL·MPC  |
| 23 Thalia     | 15. Dezember 1852  | John Russell Hind | JPL·MPC  |
| 27 Euterpe    | 8. November 1853   | John Russell Hind | JPL·MPC  |
| 29 Amphitrite | 1. März 1854       | Albert Marth      | JPL·MPC  |
| 30 Urania     | 22, Juli 1854      | John Russell Hind | JPL·MPC  |